# Богдани, Якоб
Якоб Богдани (венг. Bogdany Jakab; словац. Jakub Bogdan; 6 мая 1658, Прешов — 11 ноября 1724, Лондон) — английский живописец, венгерский подданный по происхождению, известный своими натюрмортами и картинами с экзотическими птицами.

## Биография

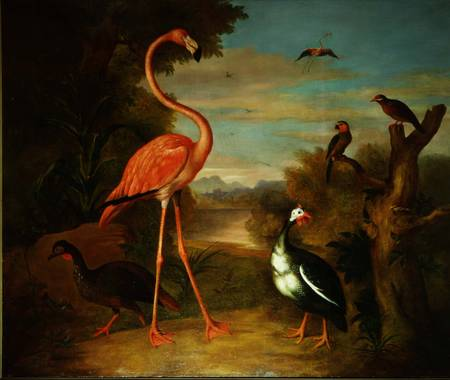
Фламинго и другие птицы

Богдани родился в городе Эперьес, на севере Королевства Венгрии (современный Прешов, Словакия). В 1684 году он отправился в Амстердам, где жил и работал до переезда в Лондон в 1688 году.
В Амстердаме он познакомился с венгерским коллегой-резчиком букв и типографом Миклошем Тотфалуши Кишом, который также учился в Нидерландах. В Лондоне он добился успеха как специалист по натюрмортам и анималист при дворе королевы Анны, и несколько его картин стали частью Королевской коллекции. Одним из его главных покровителей был адмирал Джордж Черчилль, брат герцога Мальборо, чей знаменитый авиарий в Виндзорском парке, возможно, послужил сюжетом для некоторых его картин.
Богдани женился на Элизабет Хеммингс, от которой у него было двое детей: Уильям, ставший видным британским государственным служащим, и Элизабет, вышедшая замуж за художника Тобиаса Страновера. Он оказал влияние на художника птиц Мармадьюка Крэдока. Он умер в Финчли, на севере Лондона.

## Картины

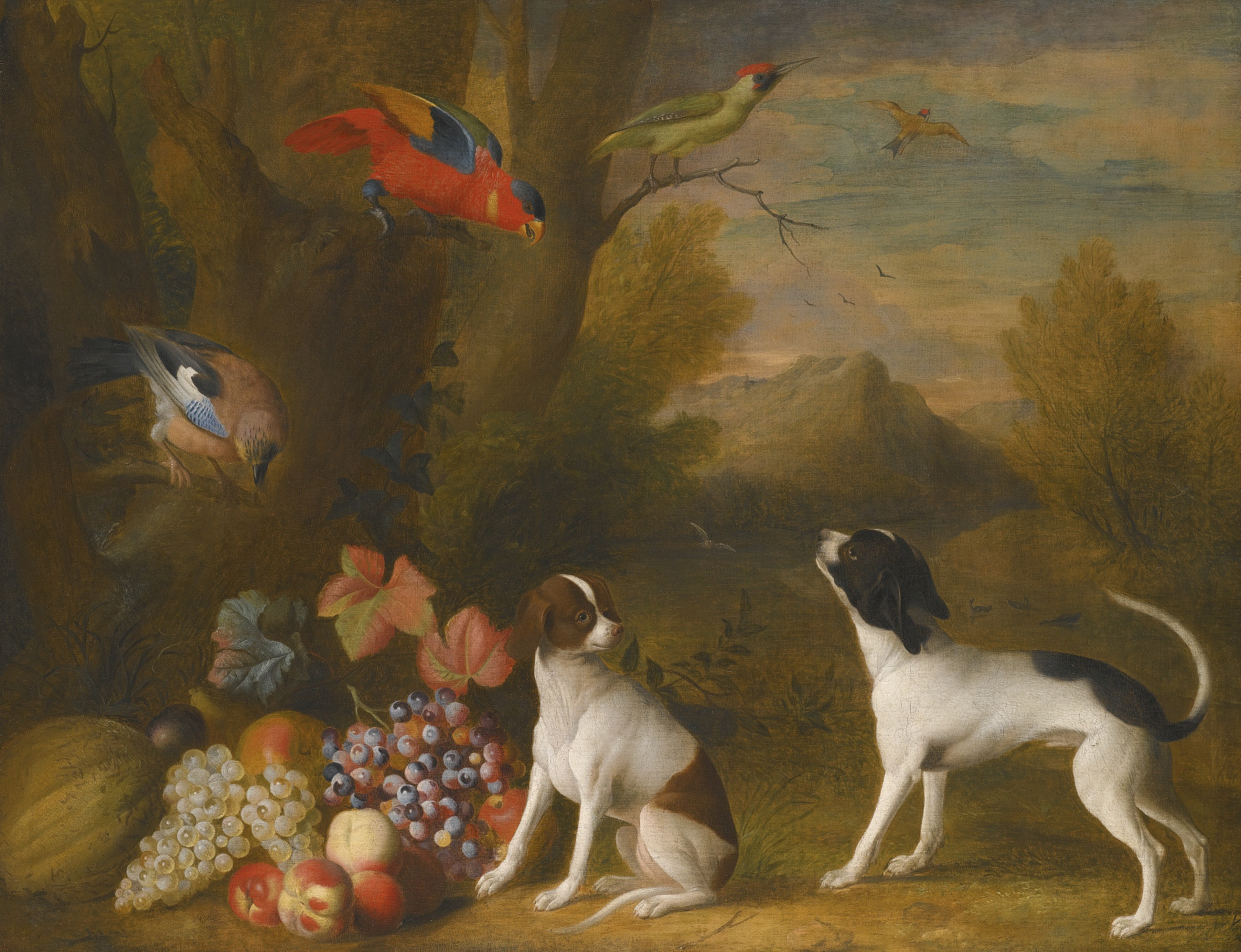
Пейзаж с экзотическими птицами и двумя собаками

На его картинах с птицами было изображено множество экзотических видов, таких как какаду, ара и майна, которые, вероятно, были в то время привезены в европейские зверинцы. Он смешал их со знакомыми европейскими птицами, такими как большие и синие синицы, зеленые дятлы и сойки. Он часто выделял картины с птицами с красным оперением, такими как красный ибис, красная муния или красный кардинал. Его пейзажи наполнялись многочисленными птицами. Исключением стали высоко оцененные «Два исландских сокола», написанные примерно в конце XVII или начале XVIII века. На ней изображены два белоснежных кречета, а сама картина в настоящее время хранится в музее и художественной галерее Ноттингемского замка.
Одна из его картин была использована в качестве обложки альбома 1974 года Exotic Birds and Fruit группы Procol Harum.
Некоторые из его картин выставлены в Венгерской национальной галерее и Музее изобразительных искусств в Будапеште.